# Вижинтини Врхи
Вижинтини Врхи (хрв. Vižintini Vrhi, итал. Monti di Visintini) је насељено место у општини Опртаљ, Истарска жупанија, Хрватска.

## Историја
До територијалне реорганизације у Хрватској били су у саставу старе општине Бује.

## Становништво
У попису становништва из 2011. године, Вижинтина Врхи је имала 23 становника.
| Број становника према пописима | Број становника према пописима | Број становника према пописима | Број становника према пописима | Број становника према пописима | Број становника према пописима | Број становника према пописима | Број становника према пописима | Број становника према пописима | Број становника према пописима | Број становника према пописима | Број становника према пописима | Број становника према пописима | Број становника према пописима | Број становника према пописима | Број становника према пописима |
| ------------------------------ | ------------------------------ | ------------------------------ | ------------------------------ | ------------------------------ | ------------------------------ | ------------------------------ | ------------------------------ | ------------------------------ | ------------------------------ | ------------------------------ | ------------------------------ | ------------------------------ | ------------------------------ | ------------------------------ | ------------------------------ |
| 1857                           | 1869                           | 1880                           | 1890                           | 1900                           | 1910                           | 1921                           | 1931                           | 1948                           | 1953                           | 1961                           | 1971                           | 1981                           | 1991                           | 2001                           | 2011                           |
| 0                              | 0                              | 202                            | 218                            | 218                            | 94                             | 0                              | 0                              | 202                            | 169                            | 116                            | 79                             | 67                             | 49                             | 34                             | 23                             |

Напомена: Године 1857, 1869, 1921. и 1931. године подаци су садржани у насељима Опртаљ и Завршје (Грожњан), а 1880. део података у селу Завршје (Грожњан). До 1948. исказивано под именом Вижинтини. Од 1880. до 1910. исказивано као део насеља.